# Nikon D3400
La Nikon D3400 es una cámara Nikon F-mount DSLR de formato DX de 24,2 megapíxeles lanzada oficialmente por Nikon el 17 de agosto de 2016. [1] Se comercializa como una cámara réflex digital de nivel de entrada para principiantes y aficionados experimentados. Reemplaza al D3300 como DSLR de nivel de entrada de Nikon.

#### comparte el sensor de la sony nex 7
teóricamente es el mismo sensor, pero en la práctica es distinto, Nikon generalmente mejora los sensores, 
sensibilidad (iso), rango dinámico, y no eficiencia.
Además, es una cámara dirigida al público principiante, a un precio de venta bajo para sus capacidades técnicas, Nikon la limitó en gran medida en su software, para promover la comprá de la Nikon d5500 o gamas superiores.
Nikon ofrece combinaciones de kit de cuerpo / lente que varían de un país a otro. En la mayoría de los países, la D3400 está disponible con un objetivo AF-P de 18-55 mm que incluye la estabilización de imagen de Nikon (reducción de la vibración, VR). En los EE. UU. Hay una opción inusual de kit de dos lentes que se ofrece solo con el cuerpo negro. [2] La lente de 18-55 mm tiene VR, pero la segunda lente es de 70-300 mm y es la variante sin VR.
La D3400 está disponible en un cuerpo negro o rojo.
La D3400 fue reemplazada como cámara de nivel de entrada de Nikon por la D3500 en agosto de 2018.

## Cambios de D3300
Se agregó el soporte de Nikon Snapbridge a través de Bluetooth Low Energy, se reemplazó el Wi-fi (no se admite el control remoto de la nota) (GPS geo-tagging agregado). ISO máximo aumentado a 25600. Destello más débil. Mayor duración de la batería. Receptor de infrarrojos reposicionado. Puerto de micrófono removido de 3.5 mm. Se eliminó la salida de video compuesto. Limpiador de sensor ultrasónico eliminado. Efectos eliminados Color Sketch, HDR Painting y Easy Panorama. Se eliminó el puerto del intervalómetro MC-DC2.
0.5 oz más ligero